# Slatina (okres Ústí nad Orlicí)
Obec Slatina (německy Slatina; (staře) Platisch) se nachází v okrese Ústí nad Orlicí v Pardubickém kraji, zhruba 3 km severně od Vysokého Mýta. Žije zde 469 obyvatel.
Slatina u Vysokého Mýta je také název katastrálního území o rozloze 4,29 km2.

## Poloha
Slatina se rozkládá v severní části Svitavské pahorkatiny, v ploché krajině při potoce Slatinka, drobném pravém přítoku řeky Loučné.
Nejvyšší bod obce představuje na jejím jižním pomezí Bučkův kopec s vrcholem v 315 metrech nad mořem, a nejnižším bodem je na severozápadě vyústění Slatinského potoka do řeky Loučné, 257 m n. m. Celá obec zabírá 429 ha plochy, z níž většinu tvoří zemědělská půda.

## Doprava
Na jižní straně obce prochází regionální železniční trať Choceň - Litomyšl se zastávkou Slatina u Vysokého Mýta. Severním směrem je asi 1,5 km vzdálená vlaková zastávka Sruby na páteřní celostátní trati Praha - Česká Třebová. Obcí prochází i autobusová doprava z Vysokého Mýta do Chocně a zpět. Díky těmto spojům má Slatina vynikající dopravní obslužnost mimo jiné i do pověřené obce III. stupně, Vysokého Mýta.

## Historie obce
Nejstarší stopy lidského osídlení jsou na území Slatiny doloženy několika archeologickými nálezy. První písemné prameny z 12. století dokládají, že v těsném sousedství končila oblast držená klášterem premonstrátů z Litomyšle. Slatina leží na jedné z cest pronikání osadníků od Loučné k Tiché Orlici na Choceňsko. Prvním historicky doloženým majitelem Slatiny byl v roce 1363 kanovník litomyšlské biskupské kapituly Jan z Duban. V dalších stoletích Slatina často měnila své majitele. Podrobnější popis Slatiny pochází z r. 1610, je obsažen ve smlouvě o rozdělení majetku Hertvíka Zejdlice. Roku 1849 byla obci přiznána samostatnost, o jejím hospodaření se mnoho zpráv nedochovalo. Rok 1989 přinesl Slatině ztrátu postavení samostatné obce a byla připojena s dalšími vesnicemi k Vysokému Mýtu. O rok později však získala obec svou samostatnost zpět. V r. 2004 by parlamentní heraldickou komisí schválen obecní znak a prapor.

## Současnost
V obci je vybudován vodovod, plynovod i kanalizační síť svedená do čistírny odpadních vod.
Ve Slatině se nachází Hostinec u Stratílků se sálem pro 150 lidí, kde se každoročně konají tradiční plesy a dětské maškarní karnevaly, které pořádají „Slatinské maminy“.

### Spolky
V obci působí tři spolky:
- Hasičský sbor, který byl založen 1. října 1886 – hasiči pořádají tradiční plesy, účastní se soutěží a pomáhají při různých preventivních kontrolách, povodních, kulturních akcích atd.
- Český svaz chovatelů byl založen v roce 1983 – chovatelé pořádají každoročně velmi úspěšné místní i okresní výstavy drobného hospodářského zvířectva, které navštíví v průměru 1200 návštěvníků. Na těchto výstavách probíhají jako doprovodný program výstavy modelů a výstavy historických stabilních motorů a techniky.
- Myslivecký spolek, který ve Slatině působí od roku 1945, se v roce 1980 sloučil a přejmenoval na Myslivecké sdružení Krylov – mimo svých mysliveckých povinností pořádají závody ve střeleckém parkuru a při té příležitosti i velmi oblíbené zvěřinové hody.

## Pamětihodnosti
- Kostel sv. Petra a Pavla, zdaleka viditelná dominanta obce. Jeho historie a první písemná zpráva sahá až do roku 1349. V kostele se slouží mše svaté a v září roku 2020 zde proběhl 1. Svatováclavský koncert, na kterém zazpívala sopranistka Jana Heryánová.
- Dub letní, památný strom jižně od obce, na severním úbočí Bučkova kopce (49°58′15″ s. š., 16°10′4″ v. d.)

## Galerie

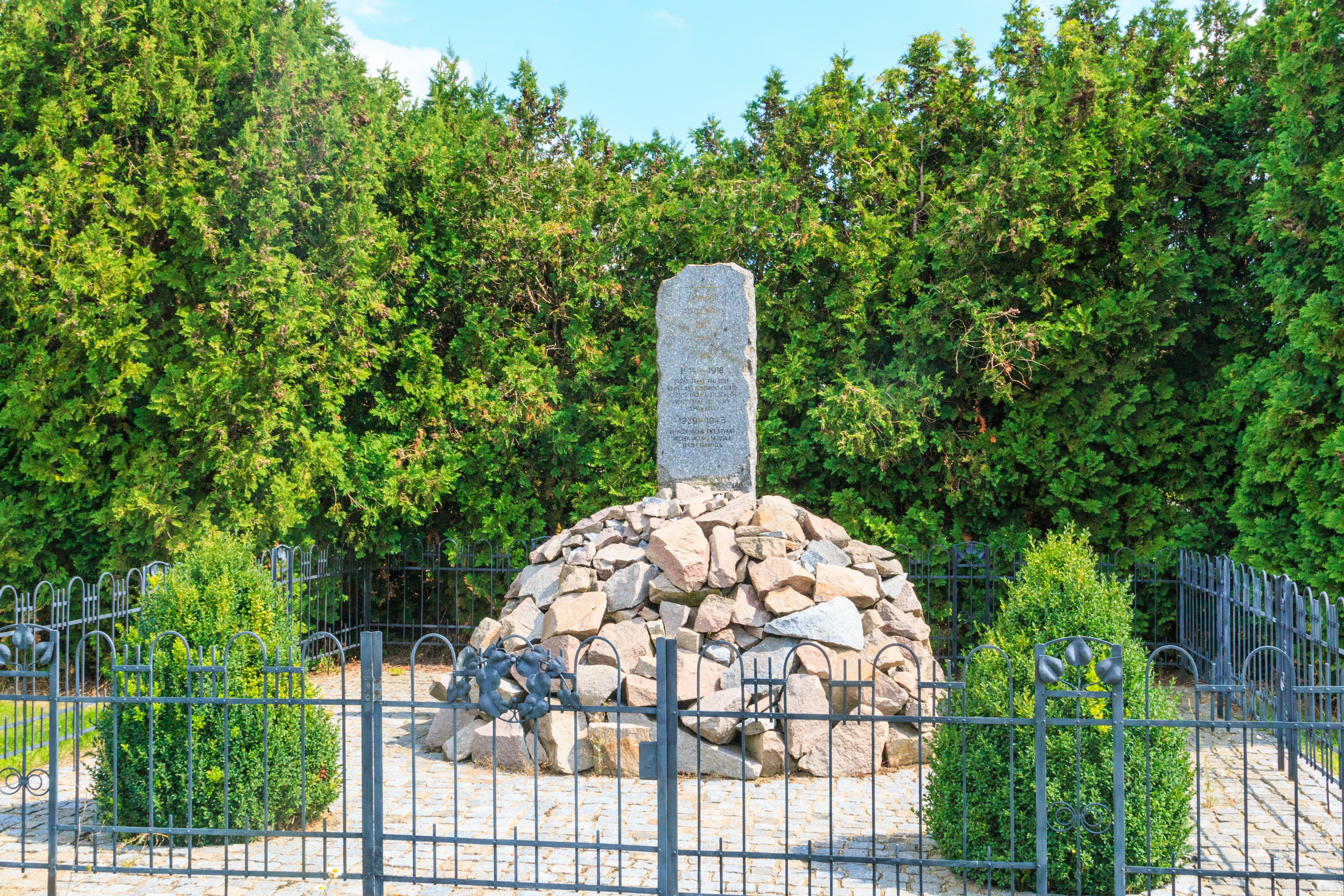
Pomník padlých
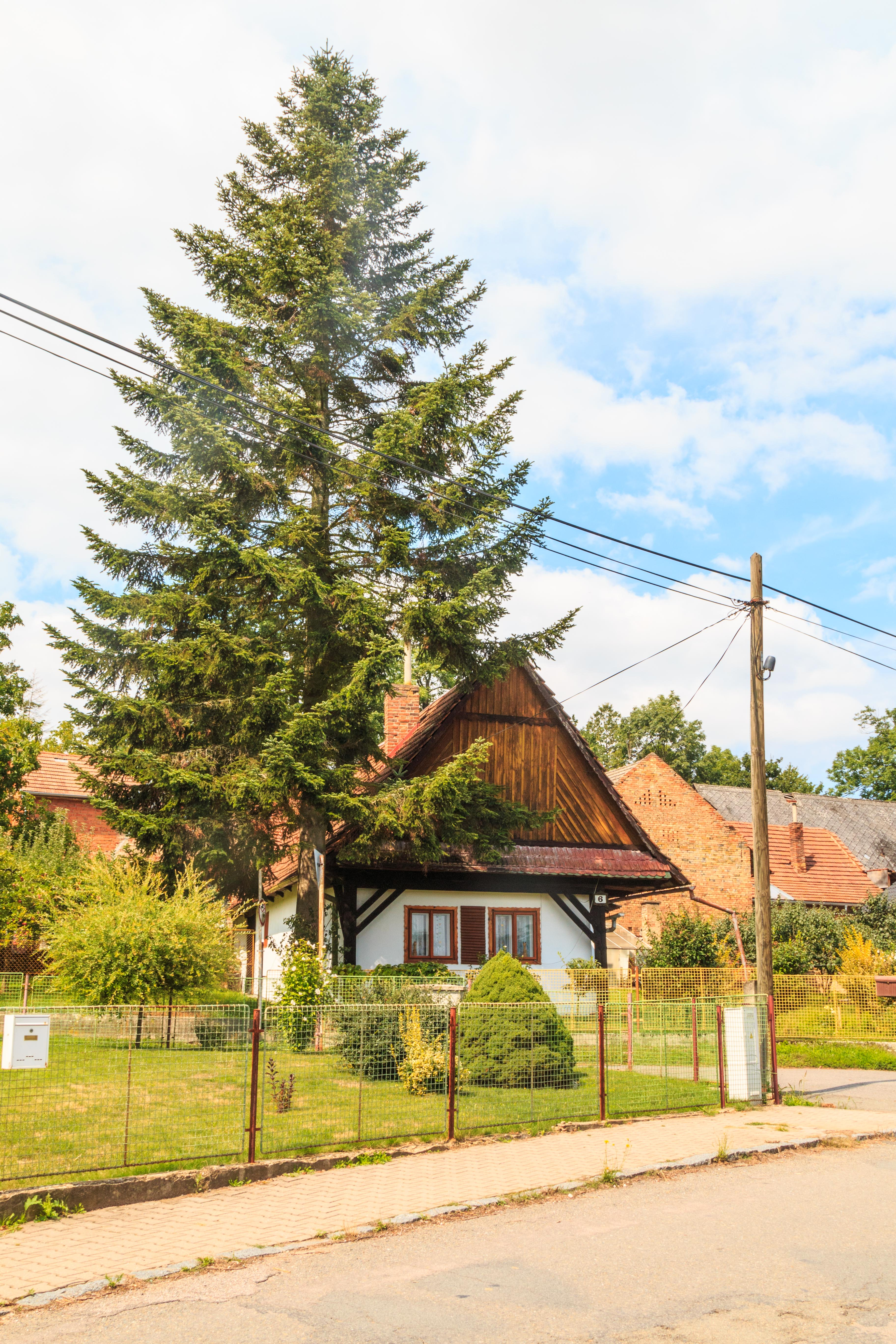
Dům čp. 6
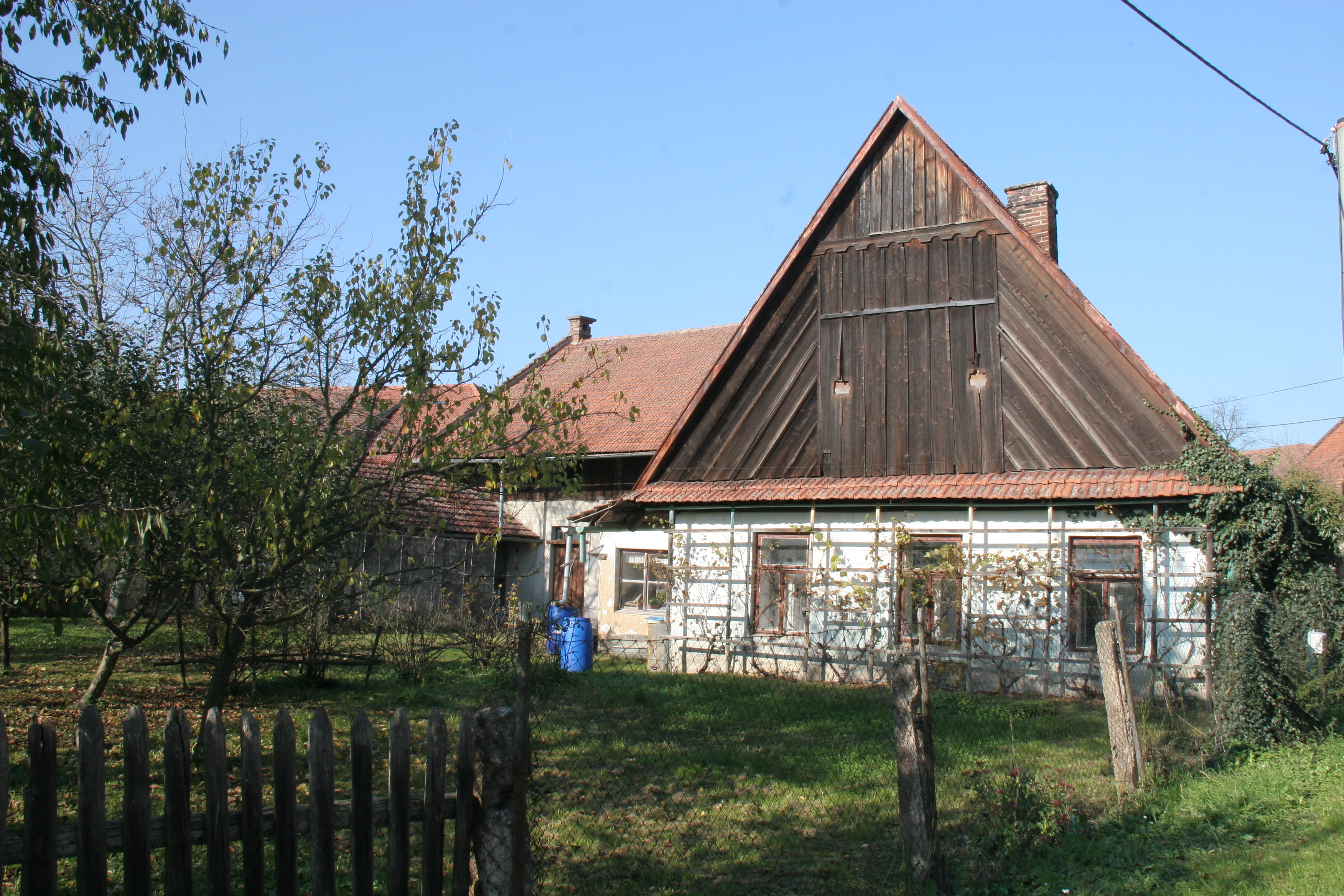
Dům čp. 38